# 莫莉·戈登
莫莉·朱妮·戈登（英語：Molly June Gordon，1995年12月6日—），是一位美國女演員，因在2016年電視劇《野獸家族》中飾演主要角色妮琪·貝爾蒙特（Nicky Belmont）而知名，並曾主演《趴體生活》、《A+瞎妹》、《好小男孩》等多部喜劇電影。2023年，戈登自編自導自演電影《戲劇訓練營》，是其首次擔任導演一職。她亦在同年加入喜劇劇集《大熊餐廳》飾演常設角色克萊兒（Claire）。

## 生平

### 早年
莫莉·戈登於加利福尼亞州洛杉磯出生和成長，父母為導演布萊恩·戈登和編導潔西·尼爾森，二人均是猶太人。戈登自幼便在當地的劇院參與舞台劇演出，曾分別在四歲和五歲時演出過《屋頂上的提琴手》和《一步登天》，並認識了後來同樣成為演員的本·普拉特。她在童年時喜歡觀看《週六夜現場》和底層劇團的喜劇小品，啟發她日後成為喜劇演員。戈登於17歲就讀高中時亦曾在學校參與《星期天與喬治同遊公園》的演出。高中畢業後，戈登曾短暫入讀紐約大學，但因對課程安排不滿意而在入學兩星期後退學。

### 演藝生涯
戈登於2001年電影《我是山姆》中飾演凱莉（Callie），是其首次參與幕前演出，隨後亦曾參演諾拉·艾芙倫執導的2005年電影《神仙家庭》。
2014年，戈登為了投身演藝事業而移居紐約市。她於2015年8月通過試鏡，於電視劇《野獸家族》中主演妮琪·貝爾蒙特（Nicky Belmont）一角。該劇於2015年12月獲開綠燈，並在翌年6月首播。2018年，戈登主演喜劇電影《趴體生活》，飾演瑪莉莎·麥卡錫的女兒。戈登於同年參演由她母親潔西·尼爾森編劇的外百老匯舞台劇《愛麗絲夢遊心境》，飾演女主角愛麗絲。該劇於2019年2月至5月在MCC劇院公演。2019年，戈登於喜劇電影《A+瞎妹》飾演「3A」安娜貝爾（Annabelle "Triple A"），她形容該角為古怪但貼近現實。
2022年，戈登自編自導自演電影《戲劇訓練營》，該電影是改編自由她與諾亞·蓋爾文、本·普拉特和尼克·李伯曼（Nick Lieberman）共同編劇的2020年同名微電影，亦是戈登首次擔任導演。該劇於2023年1月23日在聖丹斯電影節首映。同年，戈登參演喜劇劇集《大熊餐廳》，飾演常設角色克萊兒（Claire）。

## 作品列表

### 電影
| 年份     | 標題           | 角色                | 備註                     |
| -------- | -------------- | ------------------- | ------------------------ |
| 2001     | 我是山姆       | 凱莉（Callie）            |                          |
| 2005     | 神仙家庭       | 不給糖就搗蛋女孩    |                          |
| 2015     | 伊薩卡的電報   | 瑪莉·阿雷拉（Mary Arena）     |                          |
| 2015     | 愛上庫珀一家   | 勞倫·赫塞爾伯格（Lauren Hesselberg） |                          |
| 2018     | 趴體生活       | 麥迪·邁爾斯（Maddie Miles）     |                          |
| 2019     | A+瞎妹         | 「3A」安娜貝爾（Annabelle "Triple A"）  |                          |
| 2019     | 好小男孩       | 漢娜（Hannah）            |                          |
| 2020     | 戲劇訓練營（Theater Camp） | 西爾維婭·雷（Silvia Ray）     | 微電影；兼任編劇和製作人 |
| 希瓦寶貝 | 瑪雅（Maya）       |                     |                          |
| 失戀畫廊 | 阿曼達（Amanda）     |                     |                          |
| 2022     | 我還好嗎?      | 凱特（Kat）            |                          |
| 2022     | 這裡，這裡（There There） | 無名氏（Unnamed）          |                          |
| 2023     | 戲劇訓練營     | 麗貝卡-黛安（Rebecca-Diane）     | 兼任導演、編劇和製作人   |
| 2023     | 你們這些人     | 麗莎（Liza）            |                          |

### 電視劇
| 年份      | 標題                     | 角色               | 備註                     |
| --------- | ------------------------ | ------------------ | ------------------------ |
| 2015      | 罪惡之城聖人             | 梅根（Megan）           | 1集                      |
| 2015      | 勁爆女子監獄             | 史黛西（Stacy）         | 1集                      |
| 2016–2018 | 野獸家族                 | 妮琪·貝爾蒙特（Nicky Belmont）  | 主演（第一至三季）；26集 |
| 2018      | 我的搞笑總統             | 莎拉·赫卡比·桑德斯 | 聲演；常設；9集          |
| 2019-2022 | 拉米的瘋狂美國夢         | 莎拉（Sarah）           | 常設；3集                |
| 2022–2023 | 勝利時刻: 湖人王朝的崛起 | 琳達·薩夫拉尼（Linda Zafrani）  | 主演；10集               |
| 2023      | 大熊餐廳                 | 克萊兒（Claire）         | 常設（第二季）；6集      |

### 廣播劇
| 年份 | 標題       | 角色     | 備註   |
| ---- | ---------- | -------- | ------ |
| 2022 | 大謊言（The Big Lie） | 年輕女子 | [ 19 ] |

### 舞台劇
| 年份 | 標題           | 角色   | 公演地點 | 備註     |
| ---- | -------------- | ------ | -------- | -------- |
| 2019 | 愛麗絲夢遊心境 | 愛麗絲 | MCC劇院  | 外百老匯 |

## 外部連結
- 莫莉·戈登在互联网电影资料库（IMDb）上的資料（英文）